# 移行上皮
移行上皮（transitional epithelium）又称变移上皮、移形上皮，是一个由数层细胞组成的上皮組織（複层上皮），其细胞的层次和形状随所在器官的生理状态（收缩或扩张）不同而变化，且具有保护功能；一般位于排尿管道的腔面。
移行上皮可分为表层细胞、中间层细胞和基底层细胞，属于假复层纤毛柱状上皮的其中一种。移行上皮主要分布在肾盏、肾盂、输尿管、膀胱、部分尿道。

## 外形
如位于膀胱的移行上皮，在膀胱充盈时，细胞呈扁梭型，细胞层数减少，上皮变薄；在膀胱空虚时，细胞呈大的立方形，细胞层数增多，上皮变厚。

## 功能
移行上皮的形态及功能适合保护存有尿液的部位免遭腐蚀性损伤。

## 相关图像

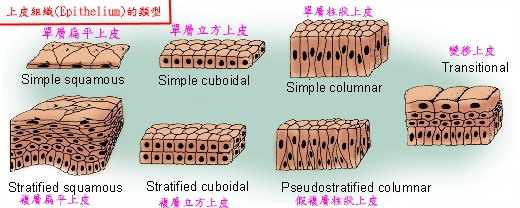
移行上皮种类。
移行上皮示意图。
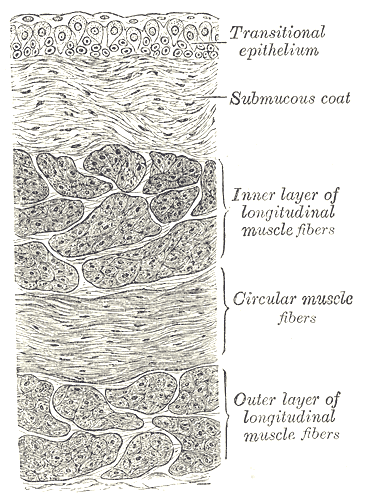
膀胱壁的垂直部份。